# Atrophaneura nox
Espèce
Statut de conservation UICN

LC : Préoccupation mineure
Atrophaneura nox ou Papillon chauve-souris malais est une espèce de lépidoptères (papillons) de la famille des Papilionidae. Cette espèce est présente en Asie du Sud-Est, dans la péninsule Malaise et sur les îles de Bornéo, Sumatra, Nias, Java, Bali, les îles Mentawai et les îles Batu.

## Description

### Imago
Atrophaneura nox est un grand papillon dont l'envergure est comprise entre 9 et 10 cm. Le dimorphisme sexuel est faible. Le revers et l'avers sont identiques. 
Chez le mâle les ailes antérieures sont noires, elles sont plus claires autour des veines et présentent des reflets bleutés. Les ailes postérieures sont dentelées, sans queues et de couleur noire. 
Chez la femelle les ailes sont un peu plus claires et portent davantage de blanc autour des veines, surtout à l'apex des ailes antérieures. Chez certaines sous-espèces les ailes postérieures sont plus claires dans la zone submarginales avec des points noires.
Le corps et le dessus de la tête sont noirs, le reste de la tête, les côtés du thorax et l'extrémité de l'abdomen sont rose ou rouge. 

## Écologie
La plante hôte est Thottea corymbosa, de la famille des Aristolochiaceae, présente jusqu'à 1 050 m d'altitude. Les chenilles passent par cinq stades avant de se changer en chrysalide. Comme toutes les espèces de Papilionidae elles possèdent probablement un osmeterium derrière la tête qu'elles sortent quand elles se sentent menacées.

## Habitat et répartition
Atrophaneura nox vit en Asie du Sud-Est, dans la région tropicale : l'espèce est présente dans la péninsule malaise et sur les îles de Sumatra, Java, Bali, Bornéo, Nias, les îles Batu et sur les îles Mentawai. Elle a disparu de Singapour. Ce papillon vit dans les milieux boisés, y compris les forêts secondaires et les forêts de plantations.

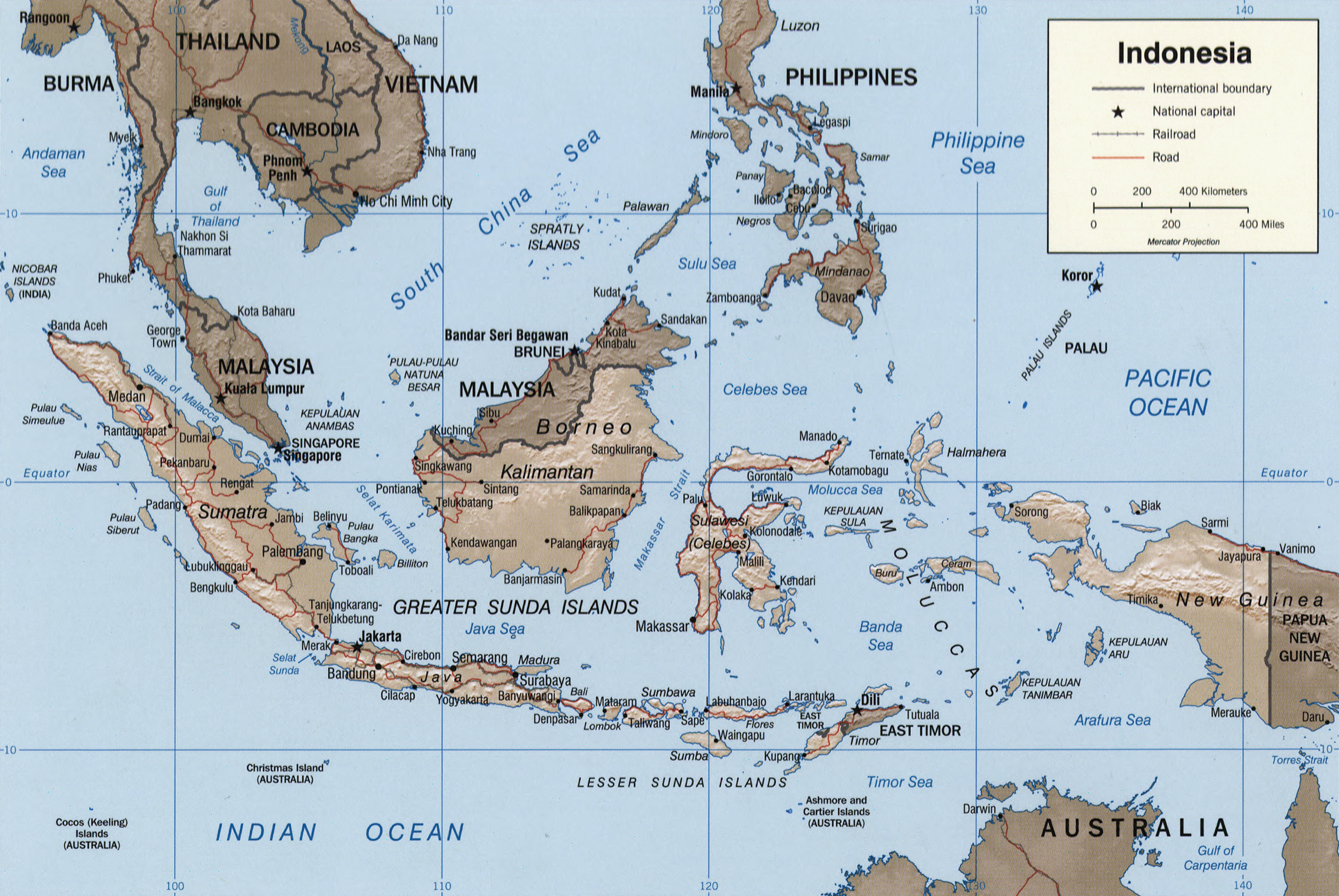
Carte de l'Indonésie et de la Malaisie
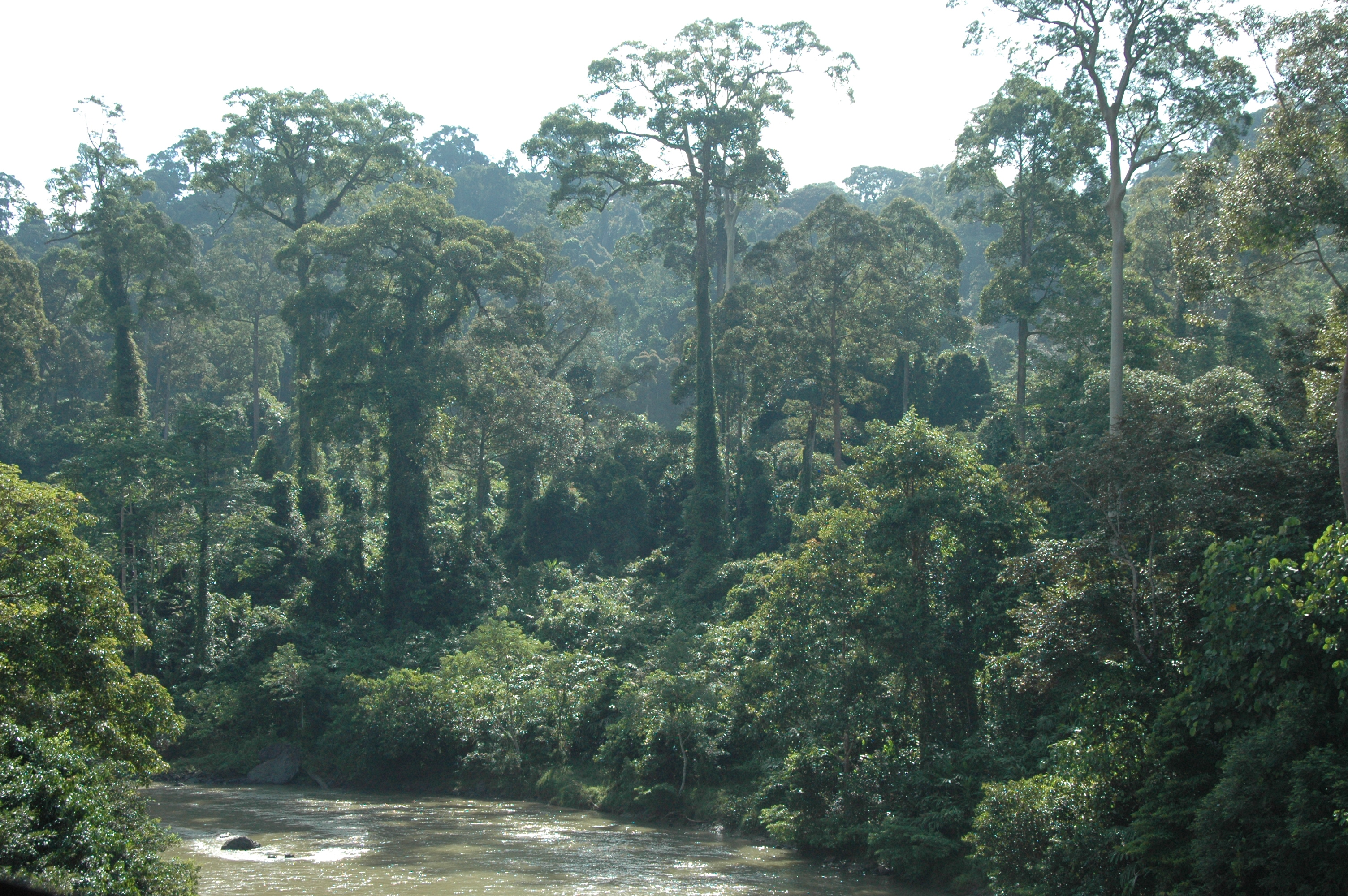
Forêt de Bornéo

## Systématique
L'espèce Atrophaneura nox a été décrite en 1822 par William Swainson dans Zoological illustrations, or, Original figures and descriptions of new, rare, or interesting animals sous le nom Papilio nox. Elle a été décrite à partir d'un spécimen de Java.

### Sous-espèces
- A. n. nox Java[4]
- A. n. noctis Hewitson, 1859 : Nord de Bornéo
- A. n. erebus Wallace, 1865 : Péninsule malaise
- A. n. noctula Westwood, 1872 : Nord de Bornéo
- A. n. nyx  de Nicéville, 189 : Bali
- A. n. henricus  Fruhstorfer, 1899 : Nord-est de Sumatra
- A. n. banjermasinus  Fruhstorfer, 1899) : Sud de Bornéo
- A. n. solokanus Fruhstorfer, 1903 : Sud de Sumatra
- A. n. niepeltiana Strand, 1914 : Sumatra
- A. n. petronius  Fruhstorfer, 1901 : Nias
- A. n. smedleyi  Jordan, 1937 : îles de Mentawai
- A. n. tungensis Zin & Leow, 1982 : Sumatra
- A. n. mirifica Hanafusa, 1994 : îles Batu
- A. n. hirokoae Hirata & Miyagawa, 2006 : île de Tuangku
- A. n. miekoae Hirata & Miyagawa, 2006

## Atrophaneura noxet l'Homme

### Nom vernaculaire
En anglais Atrophaneura nox est appelé "Malayan Batwing".

### Menaces et conservation
L'espèce est considérée comme "préoccupation minimale" par l'UICN. Elle est présente sur un vaste territoire mais est dépendante du milieu forestier et pourrait être menacée par la déforestation, qui progresse rapidement sur son aire de répartition. 